# Rudolf Weiler

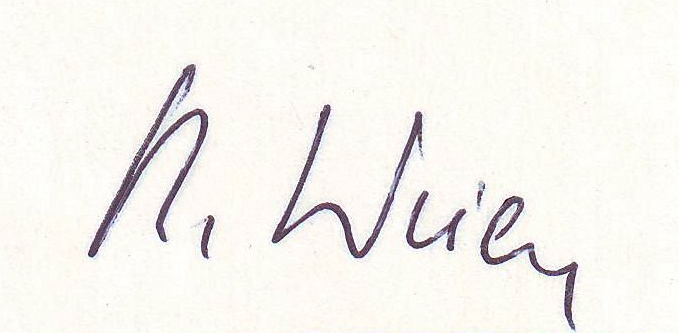
Unterschrift Rudolf Weiler

Rudolf Weiler (* 12. März 1928 in Wien) ist ein österreichischer, römisch-katholischer Theologe, Sozialethiker und Priester.

## Leben
Weiler wurde als Sohn eines Postamtsdirektors geboren. 1946 schloss er seine Matura mit Auszeichnung ab und trat er in das Wiener Priesterseminar ein. Er studierte katholische Theologie an der Universität Wien und empfing 1951 die Priesterweihe durch Kardinal Theodor Innitzer. Weiler war zunächst als Priester in der Erzdiözese Wien tätig sowie als Vorsitzender des Wissenschaftlichen Beirates des Apostolischen Werkes Kirche und Sport.
1953 wurde er an der Katholisch-Theologischen Fakultät der Universität Wien zum Dr. theol. promoviert. 1954 begann er ein Studium der Staatswissenschaften an der Juridischen Fakultät der Universität Wien, 1961 wurde er zum Dr. rer. pol. promoviert. 1964 erhielt er einen Lehrauftrag am Lehrstuhl für Ethik und Sozialwissenschaften, im gleichen Jahr habilitierte er sich am 18. November bei Johannes Messner mit der Habilitationsschrift „Wirtschaftliche Kooperation in der pluralistischen Gesellschaft“. 1964 erhielt er auch den Kardinal-Innitzer-Preis.
1966 wurde Rudolf Weiler zum ao. Universitätsprofessor für Ethik und Sozialwissenschaften an der Katholisch-Theologischen Fakultät der Universität Wien ernannt und vom Pfarrdienst freigestellt. Zudem war er 1966 Gründungsdirektor des Instituts für Sozialethik an der Universität Wien. 1968 erfolgte die Ernennung zum ordentlichen Universitätsprofessor. 1970/1971 war er Dekan der Katholisch-Theologischen Fakultät.
1967 erfolgte die Gründung des Universitätszentrums für Friedensforschung (UZF) an der Fakultät mit den Forschungsschwerpunkten Friedensethik und Internationale Ethik, deren langjähriger erster Vorsitzender Weiler war. Er kooperierte hier insbesondere mit der Russischen Akademie der Wissenschaften. 1996 wurde er an der Universität Wien emeritiert. Von 1995 bis 2003 wirkte er als Honorarprofessor an der Philosophisch-Theologischen Hochschule in St. Pölten (PTH); von 2000 bis zu seiner Emeritierung lehrte er an der Päpstlichen Philosophisch-Theologischen Hochschule Benedikt XVI. in Heiligenkreuz.
Rudolf Weiler war seit 1999 und seit 2001 Ehrenobmann des Wissenschaftlichen Beirates des Instituts für Religion und Frieden beim Österreichischen Militärordinariat. Er war Ordentliches Mitglied der Wiener Katholischen Akademie.
Weiler war jahrelang Präsident der Johannes-Messner-Gesellschaft und seit 1951 Mitglied der katholischen Studentenverbindung ÖKAV Rhaeto-Danubia zu Wien im ÖCV.
Er ist Herausgeber der Schriftenreihe des Instituts für Ethik und Sozialwissenschaften und hat zahlreiche Werke veröffentlicht.

## Auszeichnungen
- 1998: Großes Silbernes Ehrenzeichen für Verdienste um die Republik Österreich[1]

## Schriften (Auswahl)
- mit Valentin Zsifkovits: Unterwegs zum Frieden. Beiträge zur Idee und Wirklichkeit des Friedens. Herder 1973, ISBN 3-210-24436-7.
- mit Herbert Schambeck, Alfred Klose, Valentin Zsifkovits: Ordnung im sozialen Wandel. Duncker & Humblot 1976, ISBN 3-428-03513-5.
- Das Parlament als Ort der Bewältigung gesellschaftlicher Konflikte. In: Andreas Khol u. a. (Hgg.): Um Parlament und Partei. Alfred Maleta zum 70. Geburtstag, Graz u. a.: Styria 1976 (Studienreihe der politischen Akademie der    Österreichischen Volkspartei; 1), S. 141–150.
- mit Herbert Schambeck, Alfred Klose: Das Neue Naturrecht. Duncker & Humblot 1985, ISBN 3-428-05905-0.
- Friedensdiskurs aus verschiedener weltanschaulicher Sicht. Duncker & Humblot 1988, ISBN 3-428-06443-7.
- mit Herbert Schambeck: Der Mensch ist der Weg der Kirche. Duncker & Humblot 1992, 3-428-07424-6.
- mit Werner Freistetter: Die Einheit der Kulturethik in vielen Ethosformen. Duncker & Humblot 1993, ISBN 3-428-07590-0.
- mit Wolfgang Schmitz: Interesse und Moral. Duncker & Humblot 1994, ISBN 3-428-08152-8.
- mit Akira Mizunami: Gerechtigkeit in der sozialen Ordnung. Duncker & Humblot 1999, ISBN 3-428-09554-5.
- Völkerrechtsordnung und Völkerrechtsethik. Duncker & Humblot 2000, ISBN 3-428-10275-4.
- Internationale Ethik. Eine Einführung. Erster Band: Die sittliche Ordnung der Völkergemeinschaft. Duncker & Humblot 1986, ISBN 3-428-06133-0.
- Internationale Ethik. Eine Einführung. Zweiter Band: Fragen der internationalen sittlichen Ordnung. Friede in Freiheit und Gerechtigkeit. Duncker & Humblot 1989, ISBN 3-428-06134-9.
- Naturrecht in Anwendung. Vorlesungen im Gedenken an Johannes Messner, Gründer der „Wiener Schule der Naturrechtsethik“. Mit Beiträgen von Rudolf Weiler und Herbert Schambeck. Wien (u. a.) 2009, ISBN 978-3-7083-0614-8.